# じゃじゃ忍トリッパー
『じゃじゃ忍トリッパー』（じゃじゃにんトリッパー）は水田恐竜による日本の漫画作品。掲載雑誌は『あ!ホクサイ』（辰巳出版）。

## 概要
なぜか江戸時代へタイムスリップしてしまった女子高生ちあきがくノ一のミサゴ・ユスラと一緒に旅をする4コマギャグ漫画。
作者が単行本に掲載した忍者漫画の中では『桃色忍法帖』に続く2作品目だが、ミサゴ達江戸時代の人間が横文字をほとんど使わなかったり、下着がフンドシだったりと本格的な江戸時代の設定になっている（ただし時折「プライド」「ストレート」「鏡コント」といった横文字が使われている）。

## 登場人物
ちあき、ミサゴ、ユスラ、グレイの詳細は「ストーリーの流れ」を参照。
星野ちあき
この作品の主人公。北祭高校の一年生だが、ミサゴをはじめとする江戸時代の人間達には理解してもらえず「パー」呼ばわりされてしまう。
理由は不明だが江戸時代にタイムスリップをして3日間何も食べてない状況でミサゴ・ユスラと出会うが、毒入りのおにぎりやカエル汁を食べさせられた（知らずに食べた時は「美味しい」と喜んでいたが、ミサゴが「カエル汁」と言った時は「げろげろげ～」と戻してしまった）。
エッチにはあまり抵抗が無かったため旅先で色々な男にフェラチオをしたり犯されたりしていたが、現代にいた時ほど儲けが少なかった（通行人の男からスイカを貰った程度だった）。
ミサゴからは旅の最中「無駄飯喰らい」と暴言を吐かれ、寝ている時うなされては殴られたり「雪ン中埋めたろか？」と苛立たせていたが、百舌姫の身代わりになった時は立場が逆になり、暴言も吐かれず普通に会話していた。ちあきは「ケツ洗い番」をミサゴにすすめた時、少しバカにした表情をしていた。
ユスラからは毒薬や毒草を飲まされ実験台扱いされていた。城に住むようになってからも「悪寒のする薬」を飲まされてミサゴから「お前何回同じ目に合えば済むんだよ」と呆れられていた。
まんじゅうや団子を買う時に細かい言葉で店員をややこしくさせ上手く儲けた事がある（「この十文の団子返すからさっきの十文と合わせて二十文ね」等）。この行為をちあきは「サギの術」と称している。
クラッカーや水鉄砲など簡単な工作をして、ユスラや百舌姫を驚かせ気に入られていた（ただし糸電話を作った時はミサゴは「バババ、バテレンの妖術使いめ～」と刀を向けられてしまう）。
グレイによくハラワタを引き裂かれるが、慣れてきた時はそれを利用して百舌姫の護衛を驚かせた（ちあきは平然な表情をしていた）。
ミサゴ
とある忍者村のくノ一。出世欲が強いが太平の時代のため戦も使命も無く、ただ忍者村を出て旅をする事となる。
非常に短気で強がりな性格で、ちあきが駄々をこねると「ゴクツブシの金魚のフン」等と暴言を吐いたり、ススキの葉で魚を捌いた時は体中傷だらけになったが「この位屁でも無いぞ」と強がっていた。
賞品を手に入れるため奉納相撲に参加した時は大量の水を飲み力士の様な体型に変化したが、強くなるわけではなかった。
ユスラ
ミサゴと同じとある忍者村のくノ一。ミサゴが旅に出ると宣言した時についてきてミサゴと共に旅をする事となる。
本草学者を目指しておりちあきを薬の実験台としてよく利用するが、パーになる薬を焚いた時に風向きが悪くなりラリってしまった事があった。
分身の術が使えるが人格が分かれてしまう（人格はひねくれもの、笑い上戸、地蔵を見てブツブツ言う、である）。
スリ対策のために財布にはマムシを仕込んでいる。
天女の羽衣と勘違いした男
ちあき達が水浴びしている最中にパンツを天女の羽衣と勘違いして盗み、天女（ちあき）が来た時は羽衣ではなく「フンドシ」と知ると、「一発やらせるだ!」と頼むほどたまっていたが、ちあきに2日で30発もしぼり出され衰弱してしまった（ちあき曰く「こっちからせめるとすぐイッちゃう」とのこと）。
谷底に落ちた男
色々な事情でちあき、ミサゴ、ユスラが谷底に落ちたときに知り合う。谷底に落ちて15年間畑を作ったり鳥を獲って生活していた。
ちあきとエッチをするが15年分吐き出して1日で20発もイけるくらい精力的なため、ちあきの方がピンチになってしまう（更に明日出られると知ると「今の内痴態の限りを尽くすだ～」とより精力的になった）。
その翌日ミサゴの手によって15年ぶりに谷底から脱出するが15年ぶりの一発が忘れられず、また誰かが落ちるの待って再び谷底で生活する事を決意した。
グレイ
江戸時代に迷い込み、ミサゴ・ユスラから「世にも珍しい毛無しの銀猿」「伝説の妖怪ヌエ」と呼ばれてしまう。ちあきが「宇宙人グレイ」と呼ばれた時はピクッと反応し、ミサゴ・ユスラからは「そんなわけのわからない名前で見世物になるかい」と反対されていたが、後半から普通にグレイと呼ばれていた。
作者の連載漫画『タフなんだもん!』に登場したグレイと同じ姿をしているが一言も喋らないのが特徴。
百舌姫
とある国の姫。顔がちあきとよく似ているため、ちあきを影（身代わり）として雇う。
舶来の動物を沢山飼っており番犬がわりにしているが、ウワバミをミサゴに食われてしまう（ミサゴはピラニアを釣るつもりだった）。
ちあきとは気の引き締め方が違うので暑い中でも着物を着ても平然としているが、エッチの時はイッた後布団が大量のオネショをしたかのように濡れる位緩い。
じい
百舌姫の教育係で、ちあきに百舌姫と同じ立ち振る舞いを教えるが短剣で床を刺したり、しびれ薬を入れたりと危険な性格。グレイの特技を見てグレイの事を師匠と呼ぶ様になる。

## ストーリーの流れ
城生活
ちあきは百舌姫の身代わりとして旅の時と違って多少は快適な生活を送っていたが「テレビ～ゲ～ム～まんが～カラオケ～」と嘆くなど、現代が未だに未練がある様子。また暑さ対策として薄着の服を作ったものの百舌姫には「わらわの影武者として全く役にたっとらんわい」と怒られるが、じいによると「珍奇な格好して奇妙なのと暮らしている」と城下では有名になっているなど違う意味では役にたっていた。
ミサゴはお庭番を志願していたが、グレイやグレイのUFOによりお庭番になるのを邪魔をされてばかりだった（「ケツ洗い番」なら雇ってもいいと言われた事もあったが断固拒否した）。そして仕事をくれないので勝手にイモ畑を作ったが収穫の半分は地代として、百舌姫が肥溜めに落ちた時は年貢として没収されてしまった。
ユスラは毒虫の世話係の仕事を貰ったが、世話をしている描写は無く、あまり目立たなくなってしまう。
グレイは科学の力で弟子のじいを驚かせ改造番犬を作っていた。ちなみにUFOは屋根の見張り番をしておりミサゴと直接対決をした。
旅支度（逃支度）
突然天から「今回でおしまい!」や「あ!ホクサイがリニューアルするから」という看板が降ってきた。そしてちあきは「他の漫画で使ってもらえるかもしれない」と言って居座ろうとしたが、作者が描く気をなくしたので、ちあき達は下書き状態になってしまいグレイと百舌姫とUFOは名前が出ているのみになっていた（ちあきはこの手抜きさに「原稿料貰えるのコレ？」とつっこんだ）。
そしてとうとうちあき達まで消滅する所まで行ったが、ミサゴが「描いて嬉しいの術」で裸になり消滅をしのぎネタ帳を貰って旅を始め、非常に荒い形でこの作品を締めくくる事となった（そしてちあきは現代に帰れずじまいであった）。

## 関連作品
- 桃色忍法帖
- タフなんだもん!